# Hydrangeaceae
Hydrangeaceae é uma família de plantas angiospérmicas (plantas com flor - divisão Magnoliophyta), pertencente à ordem Cornales.
A ordem à qual pertence esta família está por sua vez incluida na classe Magnoliopsida (Dicotiledóneas): desenvolvem portanto embriões com dois ou mais cotilédones.

## Géneros
| - Broussaisia - Cardiandra - Decumaria - Deinanthe - Dichroa - Hydrangea - Kirengeshoma - Pileostegia - Platycrater - Schizophragma | - Carpenteria - Deutzia - Fendlera - Fendlerella - Jamesia - Philadelphus - Whipplea |